# Sakurabashi

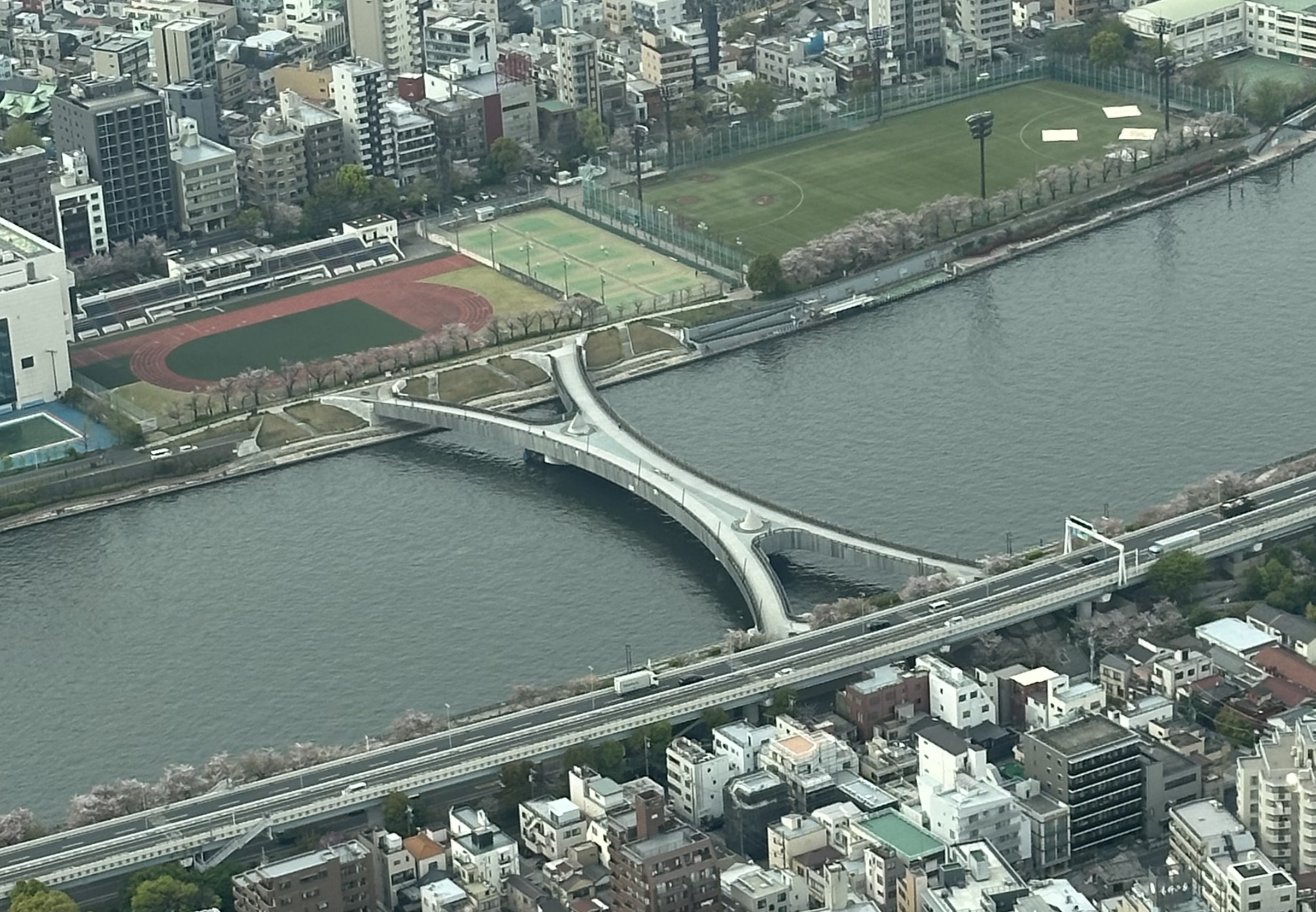
Sakurabashi, 2025

Sakurabashi (japanisch 桜橋) ist eine Fußgängerbrücke in Tokio in Japan.

## Lage
Die Brücke überquert den Fluss Sumida und verbindet so die Tokioter Stadtteile Imado sowie das dort nahegelegene Asakusa in Taitō mit Mukojima in Sumida. Die Adresse lautet 1-5 Mukojima, Sumida-ku, Tōkyō-to 131-0033.

## Architektur und Geschichte
Die ab November 1980 gebaute und im April 1985 eröffnete 169,45 Meter lange Brücke ist in Form eines X erbaut und hat so auf jeder Flussseite zwei Zugänge. Sie besteht aus Stahl und Stahlbeton. Ihre Breite beträgt zwischen 6,0 und 19,6 Metern. Im März 2013 erhielt die Brücke eine neue LED-Beleuchtung. Sie ist die einzige reine Fußgängerbrücke über den Fluss.
1995 wurde, anlässlich des zehnjährigen Bestehens der Brücke, auf jeder Seite ein Kunstwerk an der Brücke aufgestellt.
In der Zeit der Kirschblüte ist die Brücke, deren Name im Deutschen Kirchblütenbrücke bedeutet, aufgrund ihrer Lage nahe blühender Bäume am Sumida-Park an den Flussufern ein besonderes touristisches Ziel. Außerdem ist die Brücke das Zentrum des alljährlich stattfindenden Sumida-Feuerwerkfestivals.